# Dieter Altenburg
Dieter Altenburg (* 1942; † 28. Dezember 2019) war ein deutscher Rudertrainer und Verfasser von Ruderbüchern.

## Leben
Altenburg wurde 1961 Mitglied des ASK Vorwärts Rostock, 1964 und 1965 erreichte er bei der Rudermeisterschaft der Deutschen Demokratischen Republik mit der Rostocker Mannschaft in der Wettkampfklasse Vierer ohne Steuermann jeweils den dritten Platz. 1964 ging er nach Leipzig und ruderte für den SC Wissenschaft DHfK Leipzig. 1968 wurde er mit Leipzig im Zweier ohne Steuermann Dritter und 1969 im Vierer ohne Steuermann Zweiter der DDR-Rudermeisterschaft. 1973 wechselte er zum Sportclub Berlin-Grünau und war ab demselben Jahr beim Deutschen Ruder-Sport-Verband (DRSV) für die sportwissenschaftliche Betreuung von Jugendlichen und jungen Erwachsenen zuständig.
Im Wissenschaftsbereich Allgemeine Theorie und Methodik des Trainings (ATMT) der Deutschen Hochschule für Körperkultur in Leipzig wurde 1976 Altenburgs Doktorarbeit mit dem Titel Untersuchungen zur Erarbeitung standardisierter Ausbildungsprogramme zur Entwicklung der Kraftfähigkeiten von Juniorenruderern des Rudersportverbandes der DDR angenommen. Altenburg wurde beim Ruderverband der DDR (DRSV) als Verbandstrainer tätig, 1988 wurde er als „Verdienter Meister des Sports“ mit dem „Vaterländischen Verdienstorden in Bronze“ ausgezeichnet.
Nach dem Ende der DDR war Altenburg als Nachwuchsbundestrainer im Deutschen Ruderverband tätig und war bis 2007 hauptamtlich für den Verband tätig. Von Altenburg betreute oder in seinen sportfachlichen Verantwortungsbereich fallende Sportler gewannen bei Wettkämpfen 179 Medaillen, darunter 83 in Gold. 2008 zeichnete ihn der Deutsche Ruderverband mit der Plakette für besondere Verdienste aus. Von 2008 bis 2014 war Altenburg Mitglied des Leistungssportausschusses des Landessportbundes Berlin. Ab 2012 war Altenburg beim Landesruderverband Berlin als stellvertretender Vorsitzender für Leistungssportbelange zuständig sowie von 2008 bis 2015 Leiter des Ruder-Bundesstützpunkts in Berlin. Durch den Verband wurde Altenburg als „herausragende Persönlichkeit“ des deutschen Rudersport bezeichnet.
Altenburg veröffentlichte mehrere Aufsätze (unter anderem in den Fachzeitschriften Rudersport und Leistungssport) sowie Bücher über den Rudersport. 1987 war er Mitverfasser des Werkes Rudern. Ein Lehrbuch für Trainer, Übungsleiter und Aktive. Zusammen mit Klaus Mattes und Jürgen Steinacker brachte Altenburg 2008 das Handbuch Rudertraining: Technik – Leistung – Planung heraus. Altenburg arbeitete von 1989 bis 2007 mit der Sport- und Rehabilitationsmedizin des Universitätsklinikums Ulm zusammen und wirkte in dieser Zusammenarbeit an Veröffentlichungen mit.